# Российско-аргентинские отношения
Российско-аргентинские отношения — двусторонние дипломатические отношения между Россией и Аргентиной.

## История

Первый посол Российской империи в Аргентине А. Н. Шпейер

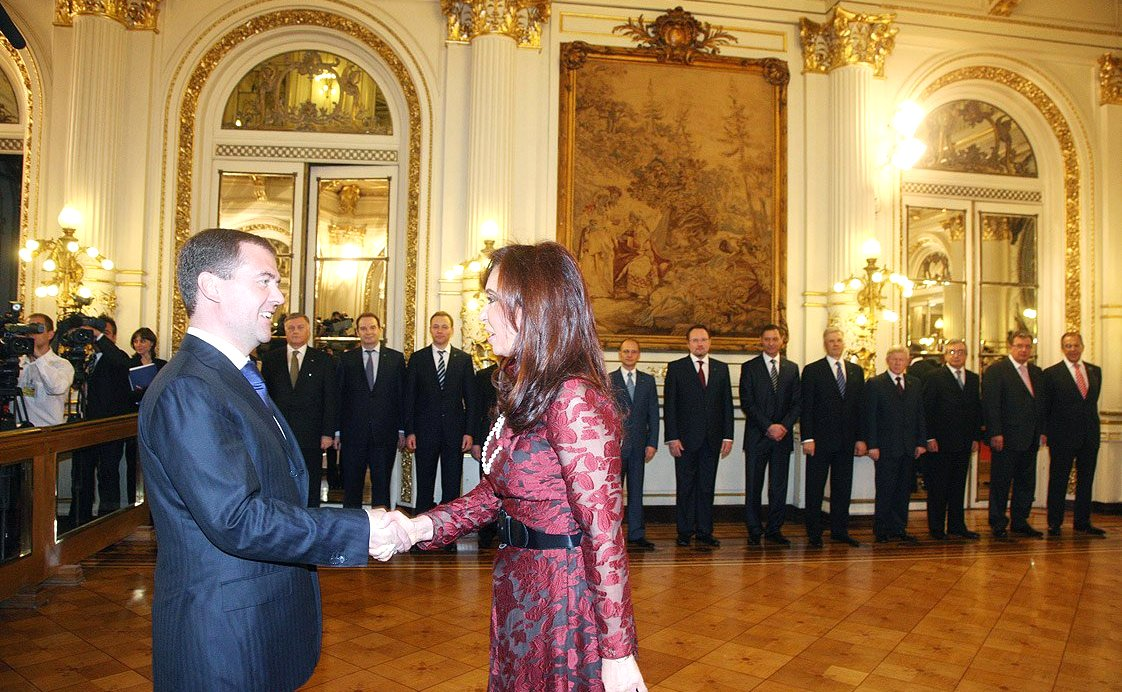
Встреча Дмитрия Медведева с президентом Аргентины Кристиной Фернандес де Киршнер во дворце Каса Росада 15 апреля 2010 года.

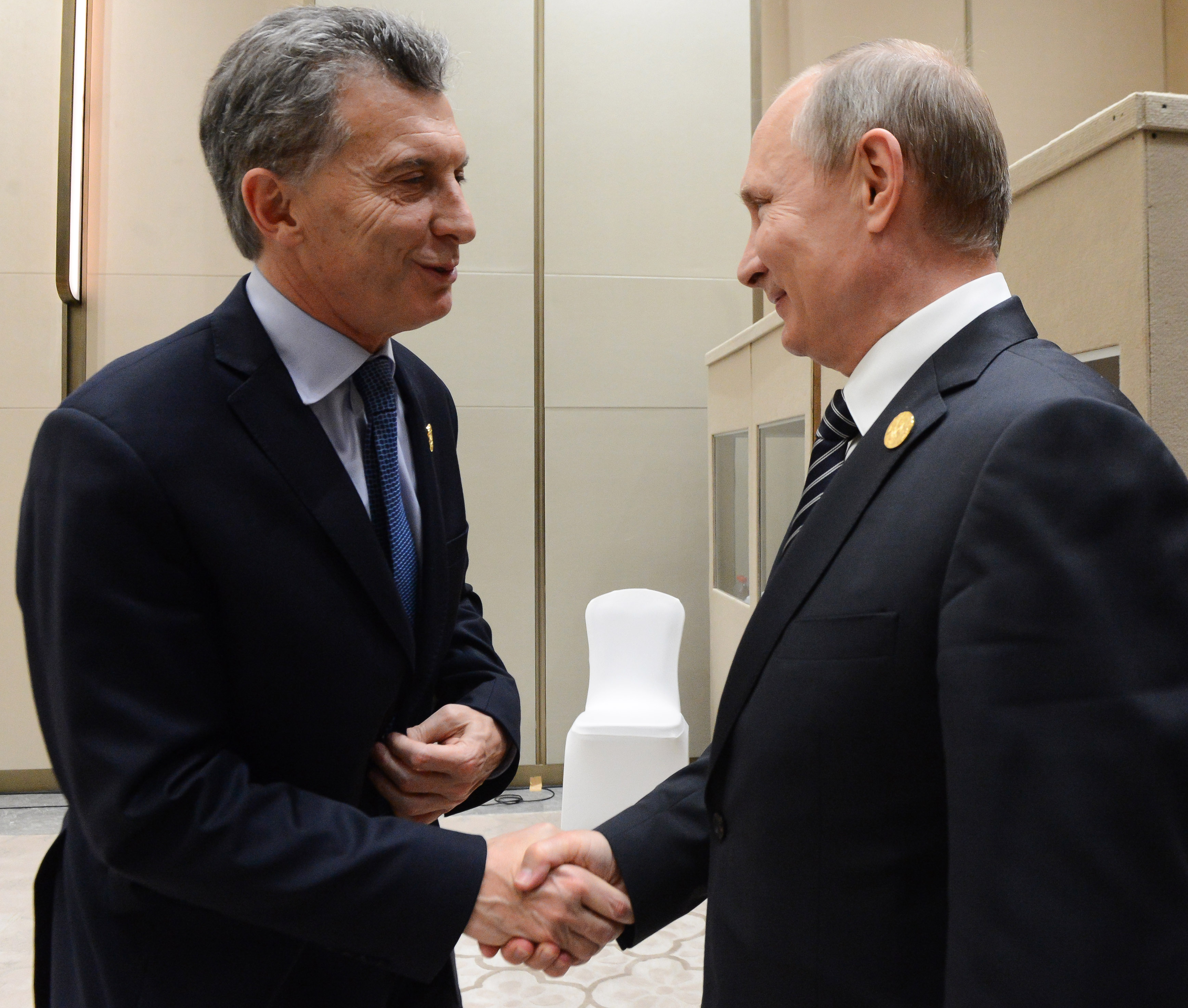
Встреча Маурисио Макри и Владимира Путина на саммите G20 в Ханчжоу, сентябрь 2016 года.

Дипломатические отношения между Россией и Аргентиной установлены 22 октября 1885 года. Первым посланником России в Аргентинской Республике был Алексей Шпейер (с 1900 по 1904 годы). До 1900 года чрезвычайным посланником при Аргентинской республике служил А. С. Ионин. В 1902 году фрегат «Пресиденте Сармьенто» стал первым аргентинским военным судном, посетившим российский порт — парусник прибыл в Кронштадт, где ему была оказана торжественная встреча.
После Октябрьской революции отношения были прерваны и возобновлены в 1946 году.
В октябре 1986 года состоялся визит президента Аргентины Рауля Альфонсина. В 1990 и 1998 годах Россию посетил президент Аргентины Карлос Менем. В декабре 2008 года состоялся официальный визит президента Кристины Фернандес де Киршнер.
В апреле 2010 года с официальным визитом Аргентину посетил президент Дмитрий Медведев.
14 июня 2002 года патрульный корабль «Томпсон» трижды обстрелял без предупреждения российское рыболовецкое судно «Одоевск». Аргентинцы утверждают, что россияне ловили кальмаров в экономической зоне этой страны.
Укреплению взаимных отношений способствовали проведённые в начале ноября 2008 года Дни России в Аргентине.
18 марта 2009 года сторонами было подписано Соглашение о безвизовых поездках граждан Российской Федерации и граждан Аргентинской Республики. Аргентинцы сотрудничают с Россией в области использования и развития глобальной навигационной спутниковой системы ГЛОНАСС.
13 июля 2014 года в рамках поездки по Латинской Америке Аргентину посетил Владимир Путин. В ходе официального визита было заключено несколько соглашений о сотрудничестве: о совместной разработке патагонских нефтегазовых залежей формации «Вака Муэрта»; к строительству ГЭС «Чиуидо-1» намерена подключиться «Интер РАО». Стоимость строительства оценивается в 2 млрд долларов. Российские компании поставляют энергетическое оборудование для ГЭС «Пунта Негра» на сумму 19 млн долларов, компания «Росатом» участвует в тендере на сооружение третьего энергоблока атомной электростанции «Атуча».
2015 год был объявлен перекрёстным годом культур двух стран. В 2017—2018 годах Минобороны России оказывало Аргентине помощь в поиске пропавшей в Атлантическом океане аргентинской подводной лодки «Сан-Хуан».
В сентябре 2017 года в Буэнос-Айресе открыли площадь, названную в честь России.